# Sheffield (Alabama)
Sheffield – miasto w Stanach Zjednoczonych, w stanie Alabama, w hrabstwie Colbert, nad południowym brzegiem rzeki Tennessee.

## Demografia
W roku 2023 miasto zamieszkiwało 9307 osób, a gęstość zaludnienia wynosiła 557,3 osoby/km².

## Urodzeni w Sheffield
Z Sheffield pochodzi Mitch McConnell, amerykański polityk, senator ze stanu Kentucky.